# Ascaris suum
Ascaris suum (svinets spolorm) er en art i slægten spolorm, der findes i tyndtarmen i svin. Ascaris suum er en endoparasit, som angriber svin og mennesker. Hvert år smittes i Danmark ca. 1000 børn med Ascaris suum, man har kortlagt, at denne smitte stammer fra svineafføring.  Man mener, at 1,4 milliarder mennesker i verden er inficeret med spolormen Ascaris lumbricoides, og at der er hele befolkningsgrupper i Afrika, Asien og Sydamerika, der er inficeret. Udbredelsen varierer meget alt efter geografisk placering og hygiejne.

## Beskrivelse
Hunspolormen kan blive op til 40 cm lang. Hannen er mindre, den bliver kun op til 25 cm lang. Deres tykkelse er 4-6 mm. Forenden kendetegnes ved 3 læber, som omgiver munden. Hannens bagende er derudover ventralt oprullet til en slags krog.
Ascaris suum's epidermis udskiller kutikula, som er flerlaget, strækbar og spændstig. Kutikulaen gør den modstandsdygtig over for værtens fordøjelsesvæsker. Til gengæld er kutikulaen permeabel over for vand, ilt og CO2. Ascaris suum kan binde den ringe mængde ilt, som findes i tarmen vha. det hæmoglobin, som findes i kropsvæsken. Derudover supplerer den energitilførslen ved anaerob respiration. Ascaris suum har muskler på langs af kroppen, men har ikke ringformede muskler og kan derfor ikke kravle, men bevæger sig i stedet ved at kontrahere musklerne enten i det dorsale eller ventrale muskelbundt, hvilket resulterer i, at den kan svømme i vand og ellers bevæger sig ved at slange sig. Den har stor nytte af at kunne svømme fremad, idet den ikke kan hægte sig fast i tarmen som bændelorm gør. Ascaris suum har en fordøjelseskanal, som går som et lige rør fra mund til gat. Ascaris suum lever i den fordøjede mad i tarmen og et mere komplekst tarmsystem er ikke nødvendigt. Den har ikke fimrehår eller muskler i fordøjelseskanalen, og transporten sker ved, at ormen fanger en mundfuld føde, som presses ned i kanalen, hvorved den øvrige føde også skubbes længere frem i kanalen. Ved gattet sidder en lille muskel, som holder kloakrøret lukket, den kan åbnes, hvorved det bagerste tarmindhold skubbes ud.

## Livscyklus
Ascaris suum er særkønnede, og der skal derfor være både han- og hunspolorm til stede, for at de kan formere sig. Hunnen kan dagligt afgive 200.000 æg, som afsættes med værtens ekskrementer. Spolormens æg er ikke smittefarlige, før de har nået det infektive larvestadie, som de opnår ved at modne i temperaturer over 15 ⁰C i gødningen eller i jorden. Spolormen når sit infektive stadie efter 1-3 måneder afhængig af temperaturen. De infektive æg kan ligge i op til 6 år i fugtig jord og vente på at blive optaget af værten. Æggene bliver optaget gennem munden af grisen, og æggene med de infektive larver klækkes i tyndtarmen eller tyktarmen. Her borer larven sig gennem tarmvæggen og vandrer til leveren. Fra leveren transporteres larverne til lungerne med blodet og derefter igen tilbage til tyndtarmen via bronkier, luft- og spiserør. Her finder den endelige modning til en voksen spolorm sted. Det tager 6-8 uger fra svinet bliver smittet til at en voksen orm begynder at lægge æg. En voksen spolorm har en levetid på ca. 1 år.

## Ascaris suum i svin
I Norden er udbredelsen af Ascaris suum i slagtesvin 21,5 %. Men man mener, at næsten alle svinebesætninger i Danmark er inficeret. Ascaris suum har betydning for svineproduktionen, idet svinenes levere ofte kasseres på grund af skader på leveren (ormepletter eller ”milk spots”). Ved alvorlige leverskader, hvor 80 % af leveren er ødelagt, kan der ses gulsot hos svinene. Spolormelarvernes vandring i lungevævet kan forøge risikoen for at få en sekundær lungebetændelse. Hvis svinet har mange orm, kan larverne i sig selv forårsage bronkitis. 
Svin kan blive inficeret med Ascaris suum indendørs såvelsom udendørs. Man påviser Ascaris suum i gødningen. Hvis et svin er inficeret med Ascaris suum, kan man se følgende symptomer: dårlig foderomsætning som evt. kan føre til vægttab, langsom tilvækst (længere tid til slagtning), utrivelighed, hoste og diarré. Ascaris suum kan bekæmpes med forskellige veterinærmedicinske behandlinger.